# Stazione di Ponte Leccia
La stazione di Ponte Leccia (in francese: Gare de Ponte-Leccia, in corso: Gara di Ponte Leccia) è una stazione ferroviaria della linea Bastia – Ajaccio dalla quale si dirama la linea per Calvi. Si trova nell'omonima cittadina corsa in località "La gare", nel territorio del comune di Morosaglia
Di proprietà della Collectivité Territoriale de la Corse (CTC), è gestita dalla Chemins de fer de la Corse (CFC).

## Storia
La stazione fu aperta il 1º febbraio 1888 assieme alla linea Bastia – Corte, prima sezione della linea per Ajaccio.
La diramazione per Calvi fu aperta in due momenti successivi: dal 10 gennaio 1889 si  attestava a Palasca, mentre dal 15 novembre dell'anno seguente giunse alla stazione terminale secondo il progetto iniziale.
Tra il 2008 e il 2009 la stazione ha subito lavori di rinnovo degli armamenti con conseguente modifica del piazzale binari.

## Strutture ed impianti
La stazione è dotata di un fabbricato viaggiatori a pianta rettangolare che si sviluppa su due livelli fuori terra. A settentrione dello stesso è presente il fabbricato ristorante (buffet): una struttura anch'essa a pianta rettangolare e a due piani, ma con i fronti minori più stretti. Fra i due edifici era presente la ritirata, in seguito abbattuta.
Il piazzale del ferro è composto da tre tronchi di binari, serviti da due banchine. La rimessa locomotive è posta di fronte al fabbricato viaggiatori; al 2010 risulta dismessa e priva dei due binari di collegamento. Tra questa struttura e il piazzale sono presenti alcuni binari di scalo.
Lo scalo merci è posto a meridione dell'impianto ferroviario viaggiatori, in direzione di Ajaccio: presenta un piano caricatore con magazzino privo delle falde laterali a protezione dei binari di scalo.

## Movimento
La stazione è servita da due linee locali, entrambe esercite dalla CFC:
- la Bastia – Ajaccio;
- la Ponte Leccia – Calvi in coincidenza con i convogli della linea sopracitata e con le autocorse sostitutive provenienti da Bastia.